# 羅莫切維齊亞
48°21′14″N 22°50′11″E / 48.35389°N 22.83639°E
羅莫切維齊亞（烏克蘭語：Ромочевиця），是烏克蘭的村落，位於該國西部外喀爾巴阡州，由穆卡切沃區負責管轄，面積0.12平方公里，海拔高度138米，2001年人口560，人口密度每平方公里4,590.16人。